# Doncaster (Australie)
Pour les articles homonymes, voir Doncaster.
Doncaster (17 879 habitants) est un quartier de la Ville de Manningham dans l'agglomération de Melbourne, la capitale de l’État de Victoria en Australie.
Le Koonung Creek traverse le quartier.